# Price Cutter Charity Championship
Het Price Cutter Charity Championship is een golftoernooi in de Verenigde Staten en maakt deel uit van de Web.com Tour. Het toernooi werd opgericht in 1990 en wordt sindsdien gespeeld op de Highland Springs Country Club in Springfield, Missouri.
Het toernooi wordt gespeeld over vier dagen en na de tweede dag wordt de cut toegepast. Echter, het toernooi werd van 1990 tot 1992 gespeeld in drie dagen.

## Geschiedenis
In 1990 werd het toernooi opgericht als het Greater Ozarks Open en de eerste editie werd gewonnen door de Amerikaan Jeff Cook. In 1993 werd het toernooi vernoemd tot het Ozarks Open totdat het vernoemd werd tot het Price Cutter Charity Championship, in 2002.

## Winnaars
| Jaar                              | Winnaar                       | Score                         | Score                         | Info                                                  |
| Ben Hogan Greater Ozarks Open     | Ben Hogan Greater Ozarks Open | Ben Hogan Greater Ozarks Open | Ben Hogan Greater Ozarks Open | Ben Hogan Greater Ozarks Open                         |
| --------------------------------- | ----------------------------- | ----------------------------- | ----------------------------- | ----------------------------------------------------- |
| 1990                              | Jeff Cook                     | 207                           | –9                            |                                                       |
| 1991                              | Rick Dalpos                   | 201                           | –15                           |                                                       |
| 1992                              | Lennie Clements po            | 197                           | –19                           | Won de play-off van Tommy Tolles en Ted Tryba         |
| Nike Ozarks Open                  |                               |                               |                               |                                                       |
| 1993                              | Tommy Tolles                  | 271                           | –17                           |                                                       |
| 1994                              | Jerry Haas                    | 272                           | –16                           |                                                       |
| 1995                              | Mike Schuchart po             | 271                           | –17                           | Won de play-off van Stuart Appleby en P.H. Horgan III |
| 1996                              | Stewart Cink po               | 272                           | –16                           | Won de play-off van R.W. Eaks                         |
| 1997                              | Chris DiMarco                 | 204                           | –12                           | Wegens slechte weer, afgewerkt in drie ronden         |
| 1998                              | Anthony Painter               | 267                           | –21                           |                                                       |
| 1999                              | Ryan Howison po               | 270                           | –18                           | Won de play-off van Edward Fryatt                     |
| Buy.com Ozarks Open               |                               |                               |                               |                                                       |
| 2000                              | Pat Perez po                  | 270                           | –18                           | Won de play-off van Pat Bates en Mike Heinen          |
| 2001                              | Steve Haskins                 | 131                           | –13                           | Vanwege het slechte weer, afgewerkt in twee ronden    |
| Price Cutter Charity Championship |                               |                               |                               |                                                       |
| 2002                              | Patrick Sheehan               | 269                           | –19                           |                                                       |
| 2003                              | Tom Carter                    | 267                           | –21                           |                                                       |
| 2004                              | Brad Ott                      | 263                           | –25                           |                                                       |
| 2005                              | Roger Tambellini              | 267                           | –21                           |                                                       |
| 2006                              | Doug LaBelle II               | 261                           | –27                           |                                                       |
| 2007                              | Tom Scherrer                  | 262                           | –26                           |                                                       |
| 2008                              | Colt Knost                    | 262                           | –26                           |                                                       |
| 2009                              | Justin Bolli                  | 267                           | –21                           |                                                       |
| 2010                              | Hunter Haas                   | 262                           | –26                           |                                                       |
| 2011                              | Steve Friesen                 | 262                           | –26                           |                                                       |
| 2012                              | Chris Wilson po               | 267                           | –21                           | Won de play-off van Scott Harrington                  |
| 2013                              | Andrew Svoboda                | 266                           | –22                           |                                                       |
| 2014                              | Cameron Percy                 | 267                           | –21                           |                                                       |
| 2015                              | Dawie van der Walt            | 265                           | –23                           |                                                       |
| 2016                              | Mackenzie Hughes              | 264                           | –24                           |                                                       |
| 2017                              | Ben Silverman                 | 263                           | –25                           |                                                       |
| 2018                              | Martin Trainer                | 263                           | –25                           |                                                       |
| 2019                              | Harry Higgs                   | 266                           | –22                           |                                                       |
| 2020                              | Max McGreevy                  | 267                           | –21                           |                                                       |

| Toernooirecord (54-holes) |  | Toernooirecord (72-holes) |  | po = winnaar na play-off |

## Trivia
- Dit toernooi is momenteel samen met de Air Capital Classic, het Utah Championship en het Boise Open de enige overgebleven golftoernooien die anno 1990 opgericht waren voor het eerste golfseizoen van de opleidingstour van de PGA Tour.
- In 1995 zette John Connelly een baanrecord van de Highland Springs Country Club neer met 61 slagen.[1][2]